# Черман, Аполлон Николаевич
Аполлон Николаевич Черман  (псевдоним А. Чермный) (1865—1911) — писатель, журналист.

## Биография
Аполлон Николаевич Черман родился 30 декабря 1865 года.
Образование получил в Петербургских мореходных классах, после чего стал ходить штурманом дальнего плаванья на морских коммерческих судах, преимущественно на парусных.
Оставив море и вернувшись в Петербург, стал писать морские рассказы и очерки.
В 1890-х годах стал печататься в «Новом Времени». Там появились его рассказы «История трёх преступлений», «Под Южным Крестом», «Чёрный капитан» и другие. В «Новом Времени» он так же вёл отчёты о заседаниях городской Думы и судебную хронику. Также сотрудничал с изданиями: Иллюстрация, 1899; Нива; Северный Вестник (в 1890—1900-х гг.)
Рассказы вышли отдельным сборником под названием «Море и моряки» в 1891 году, после отдельно в 1894 году издана его морская легенда «Чёрный капитан», затем вскоре вышел новый сборник морских рассказов «Под рокот моря». Так же у Аполлона Николаевича издавались пьесы «Безобразие в трёх частях» и «Изверг».
Скончался в Гельсингфорсе 17 января 1911 года от чахотки.

## Семья
По непроверенным данным, супруга — Полина Иосифовна Черман, их дети:
Зинаида Ольшанная и Ольга Черман.

## Псевдонимы
Ч——н, А. Н.; Ч—ъ, А. Н.; Черемный, А.; Черемный, А. Н.

## Сочинения
- Черемный, А.  Н. Море и моряки : (Мор. очерки) / А. Н. Чермный [псевд.]. — Санкт-Петербург : А. С. Суворин, 1891. — [4], 244 с.; 19.
- Чермный А. Н. Море и моряки : (Мор. очерки) / А. Н. Чермный [псевд.]. — 2-е изд., доп. — Санкт-Петербург : А. С. Суворин, 1892. — [2], 287 с.; 19.
- Морские рассказы : Т. 1-2. — Санкт-Петербург : типо-лит. И. Лурье и К°, 1907. — 2 т.; 20.
- Черман  А. Н. Изверг : Безобразие в 3 ч., из которых одна — свистопляска, другая — суматоха, последняя же — сплошное мракобесие / А. Н. Черман. — Санкт-Петербург : тип. А. С. Суворина, 1906. — 115 с.; 19.
- Черемный, А.  Н. Чёрный капитан : (морская легенда) и другие морские разсказы / А. Н. Чермный. — Санкт-Петербург : Издание А. С. Суворина, 1894. — 247, [1] с.; 18 см.
- Черемный, А.  Н. Под рокот моря : морские рассказы / А. Н. Черемный. — Санкт-Петербург : Издание В. Врублевского, 1905 (Тип. Т-ва «Народная Польза»). — 333, [2] с.; 19 см.